# Bulalacao de Tarusán
Bulalacao
es un barrio rural  del municipio filipino de primera categoría de Bataraza perteneciente a la provincia  de Paragua en Mimaro,  Región IV-B.
En 2007 Bulalacao contaba con  1.708 residentes.

## Geografía
Este barrio, continental, ocupa el norte  del municipio en la costa este.
Linda al norte con el barrio de Panalingaán  que forma parte del municipio vecino de Punta Baja (Rizal)  en la costa occidental de la isla, bahía de Marasi;
al noroeste con el barrio de Malihud, limítrofe con el de Bono-Bono;
al sur con el barrio de Tarusán, limítrofe con los de  Culandanum, de Sandoval, de Iguaig (Iwahig) y de  Igang-Igang;
al este  con  la ensenada de San Antonio, ocupando la parte ecntral, entre punta Treacher y punta Segyam;

### Demografía
El barrio  de Bulalacao contaba  en mayo de 2010 con una población de 1.809 habitantes.

## Historia
Formaba parte de la provincia española de  Calamianes, una de las 35 del archipiélago Filipino, en la parte llamada de Visayas. Pertenecía a la audiencia territorial  y Capitanía General de Filipinas, y en lo espiritual a la diócesis de Cebú.
En 1858 la provincia  fue dividida en dos provincias: Castilla,  Asturias y la isla de Balábac. Este barrio pasa a formar parte de la provincia de Asturias.